# Акустика (Лучшие песни)
Акустика (Лучшие песни) — концертный альбом рок-группы Nautilus Pompilius, записанный в Москве в ДК Горбунова 2 марта 1996 года. Среди музыкантов и поклонников группы имеет также неофициальное название «Деревянные песни».
Также существует видеоверсия концерта с расширенным набором песен.

## Производство
Идея акустической программы была воплощена ещё летом 1995 года, благодаря телевизионному шоу MTV Unplugged, где музыканты исполняют песни на акустических инструментах. Ещё коллективу не раз приходилось выступать под акустику, когда отсутствовала усилительная аппаратура: например, в эфирах на «Радио 101» или на радио «Би-би-си».
После презентации альбома «Крылья» (1995) в Санкт-Петербурге, в феврале 1996 года группа начинает работу над акустической программой под названием «Лучшие песни». Сами музыканты чувствовали необыкновенный приход новых сил, репетируя старые песни. «Было очень легко играть. За первые четыре дня мы собрали 20 песен, а за неделю их оказалось около 30» — вспоминает гитарист группы Николай Петров. Душевный подъём в особенности ощущал барабанщик Альберт Потапкин, вспоминая то время, когда он впервые вошёл в состав «Nautilus Pompilius». Презентация программы «Акустика» состоялась с 1 по 3 марта 1996 года в ДК им. Горбунова. Запись одного из концертов была выпущено на компакт-дисках, а также на видеокассете под названием «Акустика».

## Список композиций
Все слова песен (кроме отмеченных) написаны Ильёй Кормильцевым, вся музыка написана Вячеславом Бутусовым.
| №   | Название                                               | Длительность |
| --- | ------------------------------------------------------ | ------------ |
| 1.  | «Синоптики» (слова - Вячеслав Бутусов)                 | 5:17         |
| 2.  | «Всего лишь быть»                                      | 3:50         |
| 3.  | «Наша семья»                                           | 3:10         |
| 4.  | «Рвать ткань»                                          | 3:58         |
| 5.  | «Взгляд с экрана»                                      | 4:40         |
| 6.  | «Хлоп-хлоп» (слова - Вячеслав Бутусов)                 | 3:56         |
| 7.  | «Князь тишины» (слова — Эндре Ади, Леонид Мартынов)    | 4:14         |
| 8.  | «Бриллиантовые дороги»                                 | 4:03         |
| 9.  | «Музыка на песке»                                      | 3:35         |
| 10. | «Тихие игры» (слова — Вячеслав Бутусов, Елена Аникина) | 3:40         |
| 11. | «Эти реки»                                             | 3:09         |
| 12. | «Джульетта»                                            | 4:56         |
| 13. | «Летучая мышь»                                         | 5:42         |
| 14. | «Воздух»                                               | 5:09         |
| 15. | «Кто ещё..»                                            | 5:01         |

## Участники записи
- Вячеслав Бутусов — вокал, гитара
- Гога Копылов — бас-гитара
- Алексей Могилевский — клавишные, саксофон, бэк-вокал
- Николай Петров — гитары
- Альберт Потапкин — ударные
- Александр «Полковник» Гноевых — звукорежиссёр